# Gibbesia neglecta
Gibbesia neglecta är en kräftdjursart som först beskrevs av Lewis Reeve Gibbes 1850.  Gibbesia neglecta ingår i släktet Gibbesia och familjen Squillidae. Inga underarter finns listade i Catalogue of Life.